# Alamgir II
Aziz-ud-Din Muhammad (6 tháng 6 năm 1699 - 29 tháng 11 năm 1759), còn được biết đến với tên gọi phổ biến hơn là Alamgir II. Ông là Hoàng đế Mogul thứ mười lăm của Ấn Độ, trị vì từ ngày 3 tháng 6 năm 1754 đến ngày 29 tháng 11 năm 1759.